# ماهون اندونزی
ماهون اندونزی (نام علمی: Toona sureni) نام یک گونه از تیره زیتون‌تلخیان است.